# Miguel Ângelo Magno Castro
Miguel Ângelo Magno Castro, noto semplicemente come Miguel Ângelo (Porto, 2 febbraio 1994), è un giocatore di calcio a 5 portoghese.
Con la Nazionale portoghese è stato campione del mondo nel 2021 e campione europeo nel 2022.

## Carriera
Prodotto del vivaio del Boavista, con cui debutta in prima squadra, nel 2012 si trasferisce allo Sporting Lisbona. Nel 2021 viene incluso nella lista definitiva dei convocati della nazionale portoghese per la Coppa del Mondo, vinta proprio dalla selezione lusitana.

## Palmarès

### Club
- Campionato portoghese: 6
Sporting CP: 2012-13, 2013-14, 2015-16, 2021-22, 2022-23

- Benfica: 2018-19
- Coppa del Portogallo: 3
Sporting CP: 2012-13, 2015-16
Benfica: 2016-17
- Supercoppa del Portogallo: 3
Sporting CP: 2013, 2014
Benfica: 2016
- Taça da Liga: 4
Sporting CP: 2015-16
Benfica: 2017-18, 2018-19, 2019-20

### Nazionale
- Campionato mondiale: 1
Lituania 2021
- Campionato d'Europa: 1
Paesi Bassi 2022